# 타티야나 고이시치크
타티야나 겐나디예브나 고이시치크(러시아어: Татьяна Геннадиевна Гойщик, 1952년 7월 6일 ~ )는 주로 400m 경기에 참가한 러시아의 육상 선수로 소련을 대표하였다.
키 165cm, 몸무게 57kg인 고이스치크는 이르쿠츠크 VSS Trud에서 훈련하였다. 1980년 모스크바 올림픽에 참가하여 자신의 동료 팀 타티야나 프로로첸코, 니나 주시코바, 이리나 나자로바와 함께 1600m 릴레이에서 금메달을 획득하였다.